# بنی حمیدان
بنی حمیدان (به عربی: بنی حمیدان) یک شهرداری در الجزایر است که در استان قسنطینه واقع شده‌است. بنی حمیدان ۸٬۱۹۷ نفر جمعیت دارد.